# Brusselse metrolijn 1
De Brusselse metrolijn 1 is een lijn van de Brusselse metro, lopend van Weststation tot Stokkel, met een lengte van 12,5 km waarop 21 stations liggen. De huidige lijnvoering bestaat sinds de invoering van het nieuwe lijnenschema op 4 april 2009. De lijn neemt een gedeelte over van de vroegere metrolijn 1B. De lijn maakt gebruik van infrastructuur aangelegd tussen 1969 en 1988, en vormt samen met metrolijn 5 de oost-westlijn van het Brusselse metronet.

## Geschiedenis

### Plannen 1969 en 1975

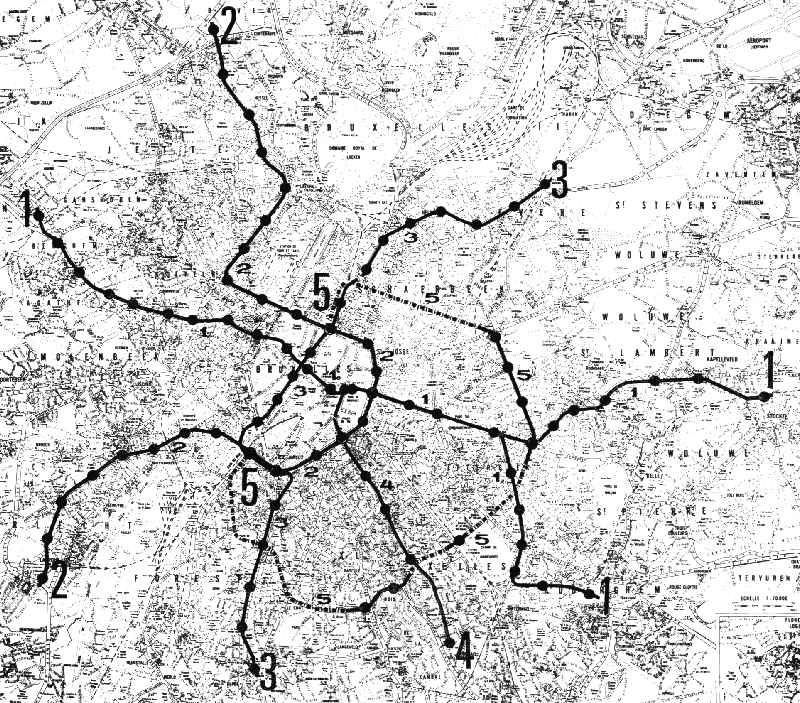
Kaart van het netwerk zoals het in 1969 was voorzien

De eerste plannen voor een Brusselse metro waren al ambitieus, zeker voor de grootte die de stad toen had. Het plan bestond uit vier metrolijnen en één tramlijn met enkele ondergrondse premetro gedeelten. Lijn 1 zou een oost-westlijn worden die zich in het oosten in twee takken splitst (de latere takken 1A en 1B). Aan de westzijde zou de lijn via metrostation Ossegem onder de Gentsesteenweg lopen tot aan de Brusselse Ringweg in Berchem.
In 1975 verschenen nieuwe plannen, die zo mogelijk nog ambitieuzer waren. Lijn 1 zou in deze plannen ook in het westen een tweede tak krijgen (de latere lijn 1B naar Erasmus). De tak naar Berchem bleef behouden. Bij de bouw van het station Ossegem in 1980 werd reeds een extra niveau voor deze lijn voorzien, dat echter momenteel niet gebruikt wordt. In het oosten zou lijn 1 verlengd worden tot Tervuren.

### Uitvoering
Van de plannen uit 1969 zijn het centrale en oostelijke deel daadwerkelijk aangelegd.

#### Van premetro tot metro
Sinds 20 december 1969 was er tussen De Brouckère in het centrum van de stad en Schuman in de Europawijk een premetrolijn in gebruik (trams in een tunnel, zie ook Brusselse premetro). De premetrotunnel werd omgebouwd, zodat op 20 september 1976 de eerste echte metrolijn (lijn 1) van Brussel geopend werd, op het traject De Brouckère - Merode, met vandaar aftakkingen naar Tomberg (lijn 1B) en Beaulieu (lijn 1A). De uitbreidingen van de lijn werden direct als metro opgeleverd.

#### Uitbreiding van de lijn
Minder dan een jaar na de opening, op 13 april 1977, volgde de eerste westelijke verlenging, met één station tot Sint-Katelijne, en op 8 mei 1981 werd het traject Sint-Katelijne - Beekkant opengesteld. In de loop der jaren werden beide takken van lijn 1 steeds verder naar de buitenwijken uitgebreid. Lijn 1B bereikte in 1982 station Alma in het oosten en Sint-Guido in het zuidwesten. Op 5 juli 1985 kwam de zuidwestelijke verlenging tot Veeweide gereed, het oostelijke eindpunt Stokkel werd op 31 augustus 1988 bereikt. Station Bizet, dat meer dan tien jaar het eindpunt van de lijn zou zijn, opende op 10 januari 1992. De laatste uitbreiding van de lijn, tussen Bizet en Erasmus kwam in gebruik op 15 september 2003.

### Voltooiing van lijn 1 (1A + 1B)
Tot de hertekening van het net in april 2009, bestond lijn 1 in het oosten én het westen uit twee takken (1A en 1B). De lijn 1A liep tussen Hermann-Debroux en Koning Boudewijn, terwijl lijn 1B Stokkel met Erasmus verbond. De westelijke tak van lijn 1A, die opende in 1985, was voorzien als een 'tijdelijke' situatie. Aangezien deze lijn niet rechtstreeks aansloot op het centrale deel van lijn 1, moesten de metrotreinen keren in het station Beekkant. Het keren van de treinen in station Beekkant kostte veel tijd, doordat de bestuurder hiervoor naar het andere uiteinde van de trein moest lopen. Deze situatie werd pas opgelost in 2009, toen lijn 2 voltooid werd.

### Herstructurering 2009
Op 4 april 2009 werd het Brusselse metronet geherstructureerd, waarbij het traject tussen Koning Boudewijn en Beekkant overgenomen werd van lijn 1A door de nieuwe lijn 6. De oostelijke takken 1A en 1B werden eveneens hernoemd. Omdat de tak naar Stokkel de drukste lijn vormde, kreeg deze het nummer 1 en werd deze lijn beperkt tot het metrostation Weststation, de nieuwe terminus in het westen van Brussel. Het meer westelijke gedeelte van de vroegere lijn 1B, tussen de vroegere westelijke terminus Erasmus en Weststation werd een onderdeel van de nieuwe metrolijn 5 die verder rijdt tot het metrostation Herrmann-Debroux, de vroegere tak 1A.

## Materieel
Op lijn 1 wordt zowel met de oudere Mx-wagens als met de moderne BOA's gereden. Tijdens de spits wordt hoofdzakelijk met BOA gereden, tijdens de avonduren zo goed als enkel met Mx-wagens.

## Galerij

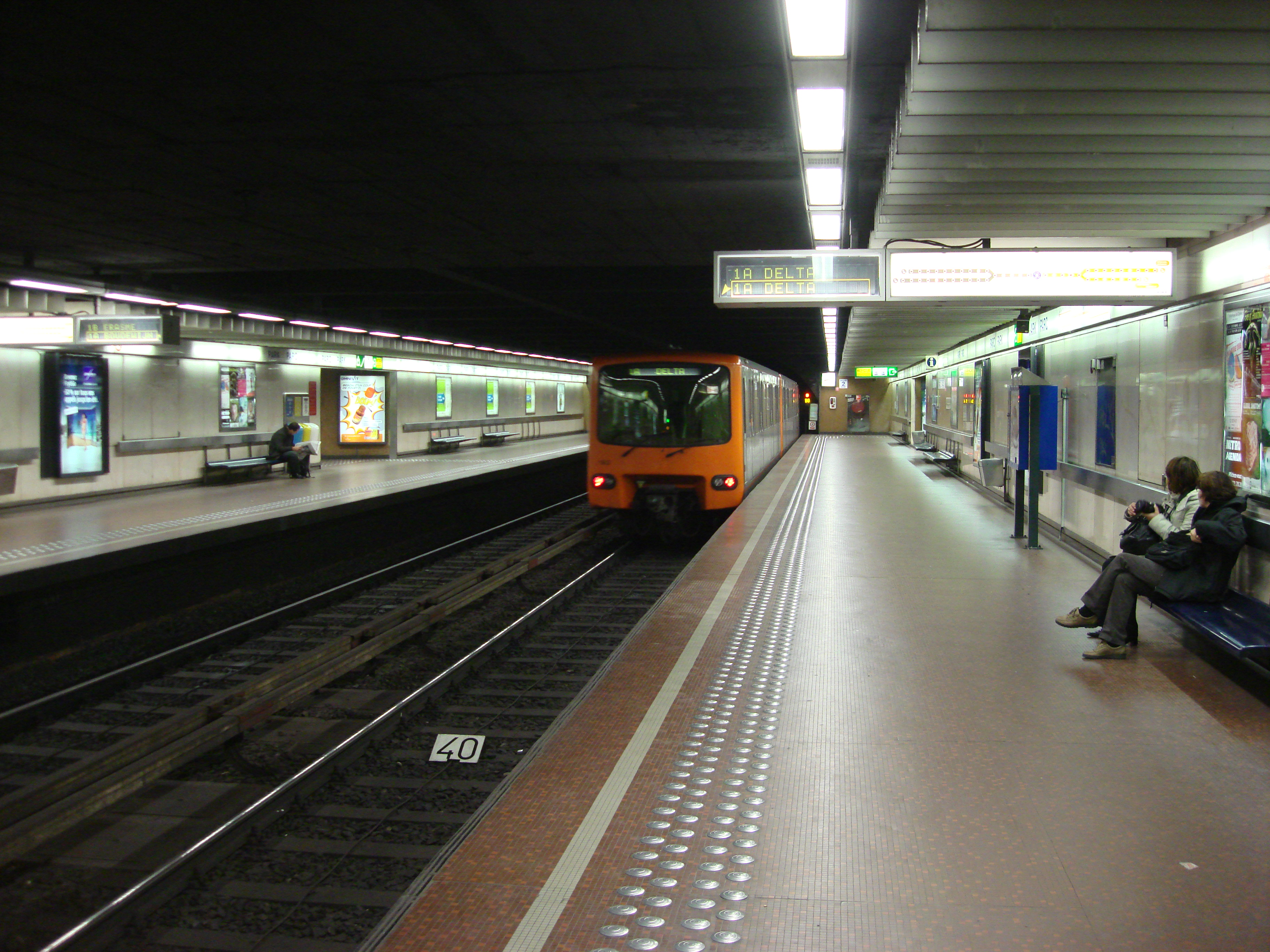
Een metrotrein komt aan in station Park
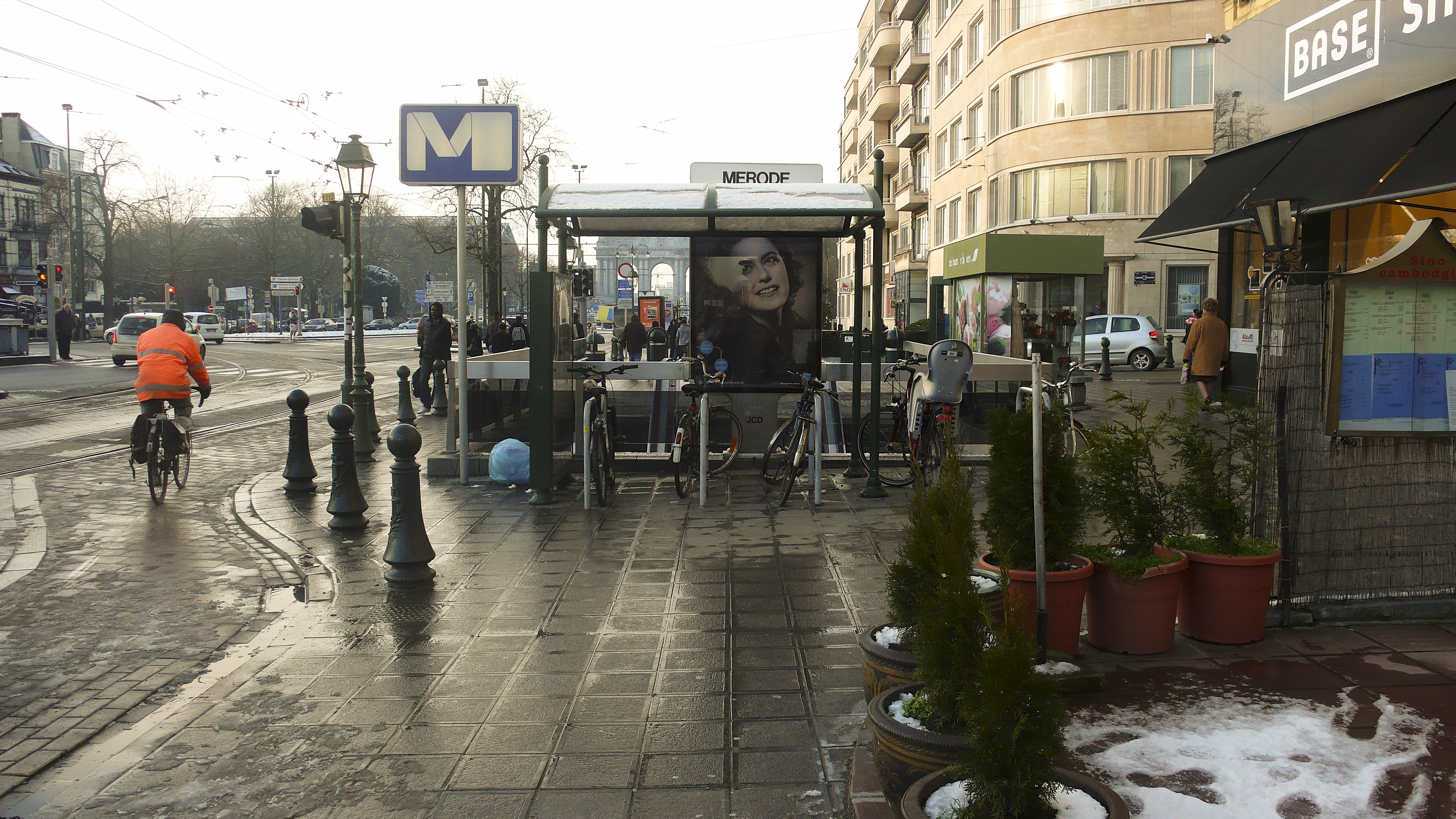
Ingang van station Merode
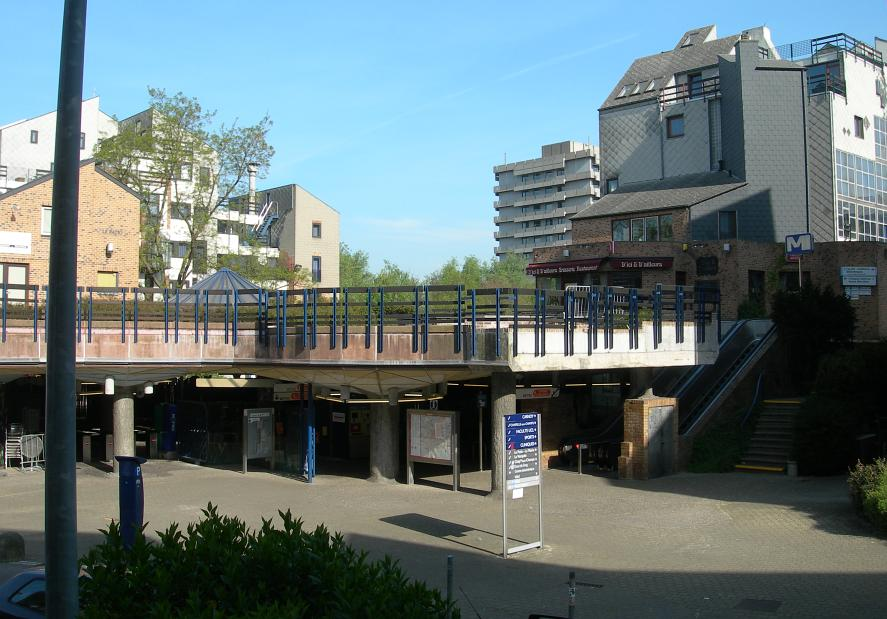
Buitenaanzicht van station Alma
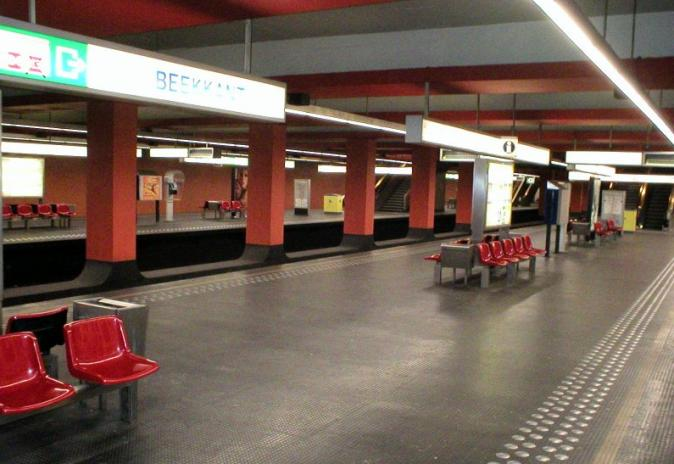
Station Beekkant

## Lijntraject
Weststation · 
Beekkant · 
Zwarte Vijvers · 
Graaf van Vlaanderen · 
Sint-Katelijne · 
De Brouckère · 
Centraal Station · 
Park · 
Kunst-Wet · 
Maalbeek · 
Schuman · 
Merode · 
Montgomery · 
Joséphine-Charlotte · 
Gribaumont · 
Tomberg · 
Roodebeek · 
Vandervelde · 
Alma · 
Kraainem · 
Stokkel